# Agnes Tyrrell
Agnes Tyrrell (20. září 1846 Brno – 18. dubna 1883 Brno) byla česká klavíristka a hudební skladatelka anglického původu.

## Život
Byla dcerou učitele angličtiny v Brně Henry Foster Tyrrella a jeho české manželky Josefiny Kotulánové. Byla zázračným dítětem. Veřejně vystoupila již ve třech letech, v devíti letech měla vlastní recitál a v šestnácti letech vstoupila na vídeňskou konzervatoř. Studovala kompozici u Otto Kitzlera. První skladby publikovala v roce 1872.
Zdravotní problémy brzy ukončily její dráhu koncertní klavíristky. Věnovala se v Brně pedagogické a kompoziční práci. Spojovala německou i českou hudební scénu, častokrát vystupovala na koncertech německého Brünner Musikvereinu i české Besedy Brněnské.
Je považována za jednu z nejvýznamnějších evropských skladatelek a je jedna z mála skladatelek, které před rokem 1900 zkomponovaly symfonii.

## Dílo

### Skladby pro klavír
s opusovými čísly:
- Andante op. 6
- Thema und Variationen op. 8
- Allegro di bravura op. 9
- Klaviersonate op. 10
- Impromptu Nr. 1 op. 11/1
- Impromptu Nr. 2 op. 12/2
- Mazurka op. 15
- Nocturne op. 16
- Nocturne op. 17
- Vier Albumblätter. Zwei Idyllen. Zwei Scherzi op. 18
- Lied ohne Worte op. 23
- Impromptu op. 32
- Zwölf Studien op. 48 (věnováno Franzi Lisztovi)
- Große Sonate op. 66
- KlavierStück op. 67

bez opusových čísel:
- Ballade
- Die Mühle
- Drei Klavierstücke
- Marsch
- Ländler
- Phantasiestücke
- Polonaise
- Rondo
- Zwei Idyllen
- Zwei Rhapsodien

### Komorní skladby
- Smyčcový kvartet G-dur

### Orchestrální skladby
- Overture Es-Dur
- Symfonie č. 1
- Mazurka pro orchestr
- Overture Die Könige in Israel

### Skladby vokální a vokálně instrumentální

#### Písně
- Die Berge der Heimat, Künftiger Frühling op. 1
- Vöglein im Walde op. 2
- Zwei Lieder op. 7
- Betheuerung op. 9
- Vom wilden Röschen op. 10
- Fünf Lieder op. 11
- Zwei Lieder op. 19
- Vier Lieder op. 20
- Ruhe in der Geliebten op. 21
- Drei Lieder op. 24
- Mägdelein im Wald op. 25
- Winter op. 26
- Drei Lieder op. 28
- Der erfrorene Knabe op. 30
- Wanderlied op. 31
- Zwei Gesänge op. 33
- Abschied op. 36
- Sehnsucht op. 37
- Abendfeier op. 40
- Lied des Wanderburschen im Walde op. 41
- Das Mädchen im Radboot op. 50
- Drei Lieder op. 51
- An den Mond op. 53
- Beim Wandern, Lenzspruch op. 55
- Fünf Lieder op. 59
- Trübe wird's die Wolken eilen op. 62
- Ein Glöcklein hör ich läuten
- Das zerbrochene Ringlein
- Morgenlied
- Abreise
- Die Liebende schreibt
- Go not, happy day....
- Ich trag auf dem Herz einen Blumenstrauß
- Jagdlied. Wenn sich zwei Herzen scheiden
- O soliaris hostia
- Weder der Mond noch Sterne
- Ave Maria
- Weep on

#### Sbory
- Fünf Gesänge op. 7
- Schlaflied
- Auf dem See
- Lied vom Rhein
- Mailied
- Sehnsucht, Lied vom Rhein
- Fuge
- Gebet
- Muttertränen
- Sommerfrühe, Sonntags am Rhein, Vorüber
- Winterlied

#### Opery a oratoria
- opera Bertran de Born (opera podle Ludwiga Uhlanda)
- opera Jessonda
- oratorio Die Könige in Israel (nedokončeno. Předehra k oratoriu byla v r. 2018 provedena v Basileji a nahrána pro švýcarský rozhlas.)